# Brandscheid (Eifel)
Brandscheid is een plaats in de Duitse deelstaat Rijnland-Palts, en maakt deel uit van de Eifelkreis Bitburg-Prüm. Brandscheid telt 303 inwoners.
Brandscheid ligt in de buurt van de Schwarzer Mann (697 m), een van de hoogste heuvels in de Eifel.

## Bestuur
De plaats is een Ortsgemeinde en maakt deel uit van de Verbandsgemeinde Prüm.
Verbandsvrije stad:  Bitburg